# Николаевский район (Волгоградская область)
Никола́евский райо́н — административно-территориальная единица (район) и одноимённое муниципальное образование (муниципальный район) в Волгоградской области России.
Административный центр — город Николаевск.

## География
Район расположен на северо-востоке Волгоградской области, на левом берегу Волгоградского водохранилища. Имеется охотозаказник «Дрофиный» (с обитанием дрофы и стрепета, занесённых в Красную книгу), целинные степи с тюльпанами Шренка, места воспроизводства диких кабанов в тростниковых зарослях, крупнейший лиман Заволжья с ценной луговой растительностью. На территории района расположен памятник природы регионального значения — Тюльпанный луг, созданный с целью сохранения уникального природного комплекса — места произрастания ценных, малочисленных, редких и исчезающих видов растений, в том числе тюльпана Геснера (Шренка), занесённого в Красную книгу Волгоградской области.

## История
Николаевский район учреждён Постановлением Президиума ВЦИК 23 июня 1928 года в составе Камышинского округа Нижне-Волжского края. С 1934 года в составе Сталинградского края, с 1936 года — Сталинградской (Волгоградской) области.
14 февраля 2005 года в соответствии с Законом Волгоградской области № 1005-ОД район наделён статусом муниципального района. В его составе образованы 13 муниципальных образований: 1 городское и 12 сельских поселений.
7 мая 2013 года в соответствии с Законом Волгоградской области № 43-ОД Комсомольское сельское поселение было объединено с Ленинским сельским поселением.

## Население
| 1939    | 1959    | 1970    | 1979    | 1989    | 2002    | 2009    | 2010    | 2011    |
| ------- | ------- | ------- | ------- | ------- | ------- | ------- | ------- | ------- |
| 34 108  | ↘27 158 | ↗29 363 | ↗33 631 | ↗35 145 | ↘34 285 | ↘31 728 | ↗32 034 | ↘31 983 |
| 2012    | 2013    | 2014    | 2015    | 2016    | 2017    | 2018    | 2019    | 2020    |
| ↘31 529 | ↘31 301 | ↘30 797 | ↘30 538 | ↘30 060 | ↘29 767 | ↘29 275 | ↗29 317 | ↘28 739 |
| 2021    |         |         |         |         |         |         |         |         |
| ↗28 914 |         |         |         |         |         |         |         |         |

### Урбанизация
В городских условиях (город Николаевск) проживают 46.55 % населения района.

### Гендерный состав
- мужчин — 47,6 %;
- женщин — 52,4 %.

### Национальный состав
По данным Всероссийской переписи населения 2010 года:
| Национальность | Численность (чел.) | Процентное соотношение |
| -------------- | ------------------ | ---------------------- |
| Русские        | 23459              | 74,9%                  |
| Казахи         | 4688               | 15,0%                  |
| Чеченцы        | 505                | 1,6%                   |
| Корейцы        | 420                | 1,3%                   |
| Немцы          | 368                | 1,2%                   |
| Украинцы       | 353                | 1,1%                   |
| Татары         | 327                | 1,0%                   |
| Другие         | 1209               | 3,9%                   |
| Не указали     | 705                |                        |
| Всего          | 32034              |                        |

Национальный состав
По итогам переписи населения 2020 года проживали следующие национальности (национальности менее 0,1 % и другое см. в сноске к строке «Другие»):
| Национальность | Численность, чел. | Доля     |
| -------------- | ----------------- | -------- |
| Русские        | 21 332            | 73,78 %  |
| Казахи         | 4222              | 14,60 %  |
| Чеченцы        | 478               | 1,65 %   |
| Татары         | 179               | 0,62 %   |
| Корейцы        | 161               | 0,56 %   |
| Немцы          | 126               | 0,44 %   |
| Украинцы       | 101               | 0,35 %   |
| Чуваши         | 99                | 0,34 %   |
| Армяне         | 88                | 0,30 %   |
| Азербайджанцы  | 65                | 0,22 %   |
| Цыгане         | 57                | 0,20 %   |
| Марийцы        | 54                | 0,19 %   |
| Узбеки         | 36                | 0,12 %   |
| Белорусы       | 29                | 0,10 %   |
| Другие         | 1887              | 6,53 %   |
| Итого          | 28 914            | 100,00 % |

## Муниципально-территориальное устройство
В Николаевском муниципальном районе выделяются 12 муниципальных образований, в том числе 1 городское поселение и 11 сельских поселений:
| №  | Муниципальное образование            | Административный центр   | Количество населённых пунктов | Население (чел.) | Площадь (км²) |
| -- | ------------------------------------ | ------------------------ | ----------------------------- | ---------------- | ------------- |
| 1  | городское поселение город Николаевск | город Николаевск         | 1                             | ↗13 460          | 271.58        |
| 2  | Барановское сельское поселение       | хутор Красный Мелиоратор | 8                             | ↘1412            | 740.35        |
| 3  | Бережновское сельское поселение      | село Бережновка          | 2                             | ↘1554            | 344.58        |
| 4  | Ильичевское сельское поселение       | село Путь Ильича         | 2                             | ↘1503            | 294.40        |
| 5  | Левчуновское сельское поселение      | село Левчуновка          | 3                             | ↗1139            | 305.29        |
| 6  | Ленинское сельское поселение         | село Ленинское           | 3                             | ↘2239            | 230.47        |
| 7  | Новобытовское сельское поселение     | хутор Новый Быт          | 1                             | ↘663             | 261.56        |
| 8  | Очкуровское сельское поселение       | село Очкуровка           | 1                             | ↘1151            | 55.98         |
| 9  | Политотдельское сельское поселение   | село Политотдельское     | 3                             | ↗1134            | 211.54        |
| 10 | Совхозское сельское поселение        | село Раздольное          | 6                             | ↗1726            | 426.97        |
| 11 | Солодушинское сельское поселение     | село Солодушино          | 1                             | ↘1401            | 102.96        |
| 12 | Степновское сельское поселение       | посёлок Степновский      | 2                             | ↗1347            | 190.68        |

## Населённые пункты
В Николаевский район входят 33 населённых пункта.
| №  | Населённый пункт   | Тип     | Население | Муниципальное образование            |
| -- | ------------------ | ------- | --------- | ------------------------------------ |
| 1  | Барановка          | хутор   | 145       | Барановское сельское поселение       |
| 2  | Бережновка         | село    | 1639      | Бережновское сельское поселение      |
| 3  | Бригады № 2        | посёлок | 19        | Политотдельское сельское поселение   |
| 4  | Бригады № 3        | посёлок | 96        | Политотдельское сельское поселение   |
| 5  | Добринка           | хутор   | 6         | Барановское сельское поселение       |
| 6  | Заволжский         | посёлок | 105       | Бережновское сельское поселение      |
| 7  | Искра              | село    | 189       | Ленинское сельское поселение         |
| 8  | Комсомолец         | село    | ↘897      | Ленинское сельское поселение         |
| 9  | Красное Знамя      | хутор   | 45        | Барановское сельское поселение       |
| 10 | Красный Мелиоратор | хутор   | 1169      | Барановское сельское поселение       |
| 11 | Кумысолечебница    | посёлок | 230       | Совхозское сельское поселение        |
| 12 | Левчуновка         | село    | 1005      | Левчуновское сельское поселение      |
| 13 | Ленинец            | посёлок | 56        | Ильичевское сельское поселение       |
| 14 | Ленинское          | село    | 1414      | Ленинское сельское поселение         |
| 15 | Либкнехта          | хутор   | 24        | Барановское сельское поселение       |
| 16 | Николаевск         | город   | ↗13 460   | городское поселение город Николаевск |
| 17 | Новый Быт          | хутор   | ↘663      | Новобытовское сельское поселение     |
| 18 | Орошаемый          | посёлок | 140       | Совхозское сельское поселение        |
| 19 | Очкуровка          | село    | ↘1151     | Очкуровское сельское поселение       |
| 20 | Пески              | посёлок | 14        | Совхозское сельское поселение        |
| 21 | Пионер             | посёлок | 290       | Левчуновское сельское поселение      |
| 22 | Пирамидальный      | посёлок | 23        | Совхозское сельское поселение        |
| 23 | Политотдельское    | село    | 1085      | Политотдельское сельское поселение   |
| 24 | Путь Ильича        | село    | 1565      | Ильичевское сельское поселение       |
| 25 | Раздольное         | село    | 1451      | Совхозское сельское поселение        |
| 26 | Рулевой            | посёлок | 334       | Степновское сельское поселение       |
| 27 | Рыбный             | посёлок | 0         | Левчуновское сельское поселение      |
| 28 | Солодушино         | село    | ↘1401     | Солодушинское сельское поселение     |
| 29 | Степновский        | посёлок | 1146      | Степновское сельское поселение       |
| 30 | Таловка            | посёлок | 87        | Барановское сельское поселение       |
| 31 | Торгунский         | посёлок | 116       | Барановское сельское поселение       |
| 32 | Целинный           | посёлок | 25        | Совхозское сельское поселение        |
| 33 | Чкалов             | хутор   | 9         | Барановское сельское поселение       |

## Экономика
На территории района открыто 1 газовое и 4 нефтяных месторождения. Имеются запасы твёрдых полезных ископаемых (глина, песок).

### Сельское хозяйство
Ведущей отраслью экономики района является сельскохозяйственное производство. Площадь сельскохозяйственных угодий составляет 298,23 тыс. га, в том числе пашни — 200,055 тыс. гектаров. В АПК работают 16 крупных сельхозпредприятий, 218 крестьянско-фермерских хозяйств, 3 производственных обслуживающих предприятия, 3 садоводческих товарищества, которые объединяют более 640 дачных участков, 9410 личных подворий.
Общая площадь сельскохозяйственных угодий Николаевского муниципального района составляет 289230 га, в том числе пашни 200055 га. В сельскохозяйственном производстве Николаевского муниципального района функционируют 13 коллективных хозяйств различной организационно-правовой формы, 218 крестьянско-фермерских хозяйств, 3 обслуживающих предприятия и 7221 личных подсобных хозяйств, которые специализируются на выращивании зерновых, технических, овощных, бахчевых культур, занимаются разведением крупного рогатого скота и развитием таких отраслей как овцеводство, свиноводство и птицеводство.
Анализ урожайности зерновых культур (без зерна кукурузы) за прошедшие годы по району и области показывает, что озимой пшенице принадлежит ведущее место по занимаемым площадям и валовому сбору зерна, который в 2008 году составил 67 % от общего валового сбора зерновых культур по району.
В 2009 году площадь посевов составила 86675 га и 50000 га паров, таким образом, общая площадь пашни в обработке в 2009 году составила 136675 га.
Структура посевных площадей в 2009 году.
Озимые культуры — 43200 га, в том числе:
- озимая пшеница — 36273 га;
- озимая рожь — 6927 га.

Яровые зерновые- 30750 га, в том числе
- яровая пшеница — 10900 га;
- ячмень — 12544 га;
- просо — 1659 га;
- яровое тритикале — 800 га;
- овёс — 26 га;
- сорго — 1946 га.

Кукуруза всего — 1882 га, в том числе
- кукуруза на семена — 1334 га;
- горох — 84 га;
- нут — 909 га.

Технические культуры (горчица) — 6500 га.
Овощные культуры — 494 га в том числе:
- картофель — 147 га;
- овощи- 347 га;
- бахчевые — 7255 га;
- кормовые — 2668 га.

В связи с воздушно-почвенной засухой, которая наблюдается с 19.05.2009 года, подлежало уборке озимых и яровых зерновых культур на площади 37274 га, урожайность зерна по району составила 11,6 ц\га, валовой сбор составил 42 тыс. тонн. Наивысшая урожайность озимых и яровых культур была в ООО «Лидер», где урожайность озимой пшеницы составила 24,4 ц\га, ячменя — 30 ц\га, яровой пшеницы 25 ц\га. В районе для сева озимых культур подготовлено 45 тыс. га пашни.

### Промышленность
В промышленности Николаевского района функционируют 4 предприятия — ОАО «Николаевский маслодельный комбинат», ВО ГУПП «Николаевская межрайонная типография», ООО «Николаевская мебельная фабрика», ОАО «Николаевскрайгаз». В структуре промышленной продукции наибольший удельный вес занимает пищевая промышленность (77 %).
В 2008 году данными предприятиями отгружено продукции на сумму 109,9 млн руб., что на 18 % выше уровня 2007 года в действующих ценах. Увеличение объёмов произведённой продукции произошло за счёт обрабатывающих видов деятельности. В первом квартале 2009 года этот показатель составил 25,8 млн рублей.

### Торговля
На потребительском рынке Николаевского муниципального района функционирует — 125 магазинов всех форм собственности, из них в городе — 74, на селе — 51; мелкорозничную торговлю осуществляют 37 киосков и 37 павильонов; 2 рынка, 9 предприятий общественного питания, 619 индивидуальных предпринимателей. А всего в Николаевском районе свою деятельность осуществляют 1054 предпринимателей без образования юридического лица, большинство из которых работает в сфере торговли.

## Транспорт
Транспортное автомобильное обслуживание в Николаевском муниципальном районе находится на достаточно высоком уровне. Оно представлено предприятиями и организациями различных форм собственности. Среди них: ГУП "ВО АТП «Николаевское» осуществляющие пассажирские и грузовые перевозки, ООО «ЛПИ-транс», ООО «Фирма Спутник», ОАО «Николаевская сельхозтехника», 40 индивидуальных предпринимателей, осуществляющих грузовые перевозки специализированным и неспециализированным транспортом. За 2008 год грузооборот предприятий всех видов деятельности составил 12778,4 тыс. тонно-километров.
В последние годы получила развитие новая для района форма транспортного обслуживания — частное такси. В этом направлении свою деятельность осуществляют 20 индивидуальных предпринимателей.
Крупнейшим транспортным предприятием Николаевского муниципального района является ГУП ВО АТП «Николаевское».
В течение четырёх последних лет автопредприятие осуществляло перевозку вахтовых рабочих ООО «Лукойл-Нижневолжскнефтепродукт» для обслуживания ДНС в село Ленинское. Такое сотрудничество позволяло предприятию иметь определённый объём транспортной работы. С 2008 года перевозку вахтовых работников обеспечивает их работодатель. В связи с чем объём перевозок уменьшился на 81 тыс. пассажиров, потеря в доходах составила 2,8 млн рублей. Кроме того, снижение объёмов перевозок является следствием применения наряду с государственным частного извоза. В настоящее время предприятие испытывает ряд трудностей, от решения которых зависит его будущее. Старение парка автобусов сказывается на качестве транспортного обслуживания населения района, хотя в 2008 году в лизинг предприятием и приобретено 2 автобуса «Волжанин», для стабильного транспортного обслуживания населения района этого недостаточно, необходима замена ряда автобусов.

### Автомобильные дороги
Обеспеченность дорогами с твёрдым покрытием — 41 %.

## Образование
В Николаевском муниципальном районе:
— 8 муниципальных учреждений дошкольного образования;
— 18 муниципальных общеобразовательных учреждений;
— 2 муниципальных учреждения дополнительного образования детей (МКОУ ДОД «Детско-юношеская спортивная школа им. Богатырёва А. М.» и МКОУ ДОД «Центр детского творчества»);
— 1 государственное образовательное учреждение начального профессионального образования (ГОУ НПО «Профессиональное училище № 44», профессии: повар, сварщик, тракторист-машинист);
— 1 филиал государственного учреждения среднего профессионального образования (Николаевский филиал государственного образовательного учреждения среднего профессионального образования «Жирновский нефтяной техникум», специальности: разработка нефтяных месторождений, экономика и бухгалтерский учёт).
Процент охвата дошкольным образованием составляет 48 %.
Из 18 школ Николаевского муниципального района 2 — базовые, 2 (МКОУ «СОШ № 1» и МКОУ «СОШ № 3») — ресурсные центры для обучения по профильным и углубленным программам.

## Культура
Среди социальных объектов — 25 школ, 11 учреждений дошкольного образования, профессиональное училище, 23 больничных учреждения, 15 Домов культуры, 10 сельских клубов, Детская городская и районная библиотеки, Центральная районная библиотека, 16 сельских библиотек, музей краеведения, Дом-музей М. А. Шолохова, детско-юношеская спортивная школа им. А. М. Богатырёва, центр детского творчества, детская школа искусств, детская музыкальная школа им. Г. В. Свиридова, кино-концертный зал «Космос».
С 01.01.2008 года на уровень городского поселения г. Николаевск переданы ККЗ «Космос» и центральная детская библиотека, 2 городских библиотечных филиала и часть численности штата и имущества центральной районной библиотеки. В настоящее время эти учреждения реорганизованы в центр культуры и досуга «Исток». На уровне района остались следующие учреждения — МУ «Объединение муниципальных учреждений культуры» Николаевского муниципального района (РДК, центральная районная библиотека, музей краеведения «Земля-Космос», Дом-музей М. А. Шолохова);
МОУДОД «Детская музыкальная школа им. Г. В. Свиридова»; МОУДОД «Детская школа искусств»

## Спорт
Футбольные команды Динамо-колос, Восток, Лидер.

## Известные люди
Николаевский район — родина пятерых Героев Советского Союза:
- танкист Лобасёв, Михаил Абрамович,
- матрос Сивко, Иван Михайлович,
- артиллерист Харьковский, Петр Федорович,
- лётчики Красноюрченко, Иван Иванович и Емельяненко, Василий Борисович.

Звание Героя Социалистического Труда получили: трактористы и комбайнеры Буря Екатерина Гавриловна, Половинко Иван Васильевич, Бережной Иван Михайлович, Шевченко Сергей Сергеевич.
Николаевск - родина известного спортсмена, мастера спорта по футболу Наталушко Сергея Владимировича.
Особую гордость николаевцы испытывают от сопричастности к судьбе своего земляка, лётчика-космонавта, дважды Героя Советского Союза — Юрия Васильевича Малышева (1941—1999). Его биография начиналась именно здесь, в степном заволжском городке. Первый раз он стартовал в космос 5 июня 1980 года на корабле «Союз Т-2», а несколькими годами позже — 3 апреля 1984 года — на корабле «Союз Т-11». Ю. В. Малышев был командиром двух этих кораблей.
Николаевский район является довольно заметным во всех отношениях и уверенно входит в первую десятку районов Волгоградской области. Учителя средних школ Николаевского района — Н. Н. Лелюк, С. В. Зубанкова, Л. В. Потовая, П. Ю. Черевичко — получили президентские премии, премию Президента РФ в сумме 1 млн рублей получила Николаевская гимназия. Премию Губернатора Волгоградской области в размере 50 тыс. руб. получила учитель биологии МОУ «СОШ № 1» Е. А. Харлашина. Губернаторским грантом в сумме 500 тысяч рублей за внедрение инновационных образовательных технологий отмечены Бережновская и Очкуровская средние школы. Золотой запас района — В. И. Вовченко, Б. А. Крупеников, М. М. Петренко, С. Г. Осьмак, В. Г. Калашников, Н. Е. Дроботенко, И. Д. Вальковский, Н. Я. Крючков, И. М. Бережной, А. М. Маринина, А. Н. Орлов и многие другие заслуженные люди.
По итогам работы за 2006 и 2007 годы премия главы района «Николаевский тюльпан» вручена учителям Ю. А. Черныш и Н. В. Бибик, заместителю главного врача МУЗ «Николаевская ЦРБ», врачу-терапевту О. Ю. Нарижней и врачу-педиатру В. А. Легенченко, работнику культуры В. А. Мишакиной, механизатору Н. Н. Улизко, старшему мастеру МУП «Николаевское ЖКХ» В. П. Нарижнему, предпринимателю Т. А. Тупиковой, старшему чабану ООО «Николаевское» Б. Апошеву, председателям ТОСов Н. П. Грищенко и В. И. Семенюк.
Лучшие труженики агропромышленного комплекса района: А. А. Шарапов, Н. В. Печеновский, М. В. Хворостов, С. Е. Гуменюк, И. И. Чемакин, А. В. Бочковой, Н. А. Назаренко, А. В. Чередниченко и другие.